# Pasmo Pewelskie

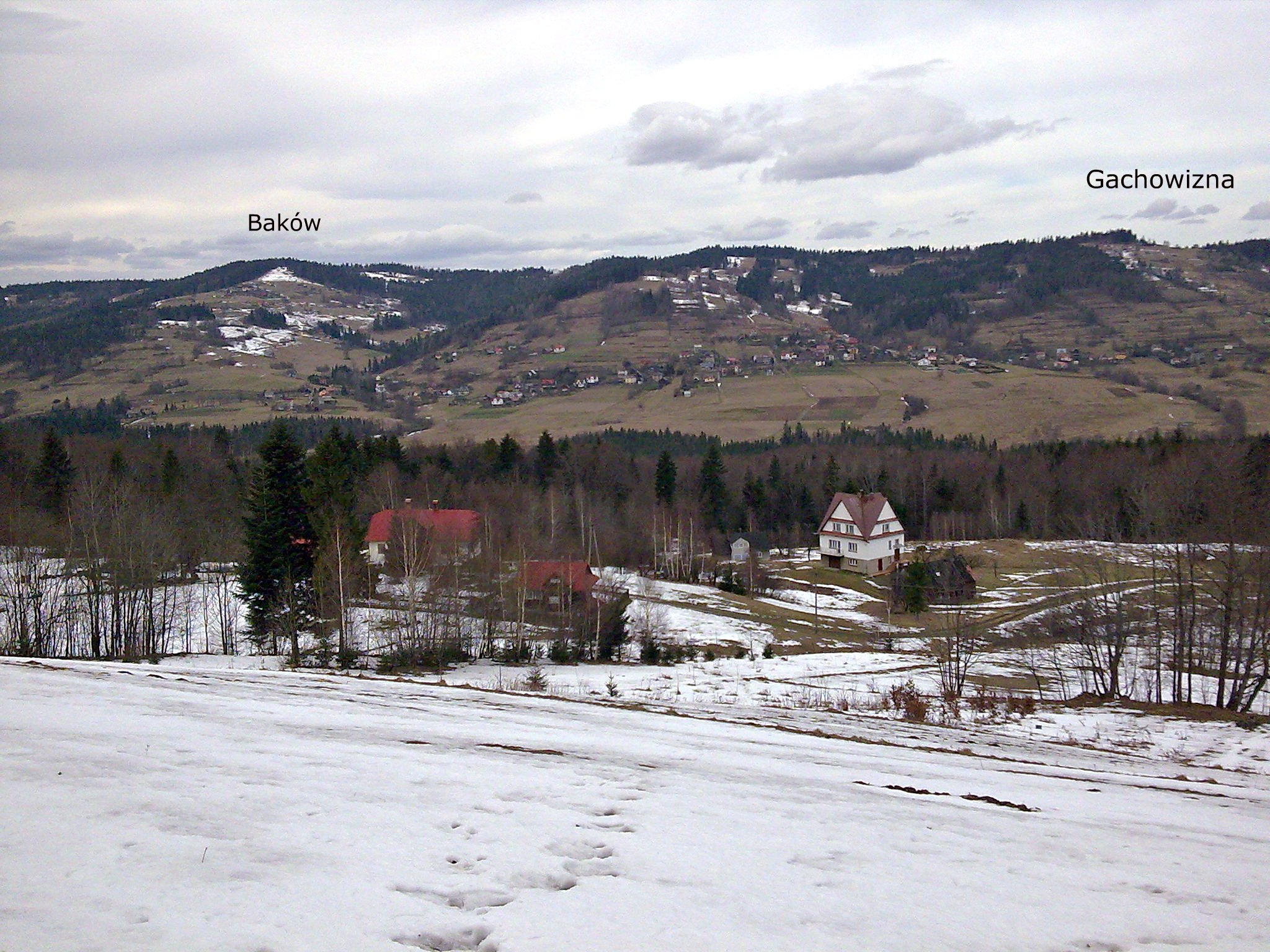
Fragment Pasma Pewelskiego

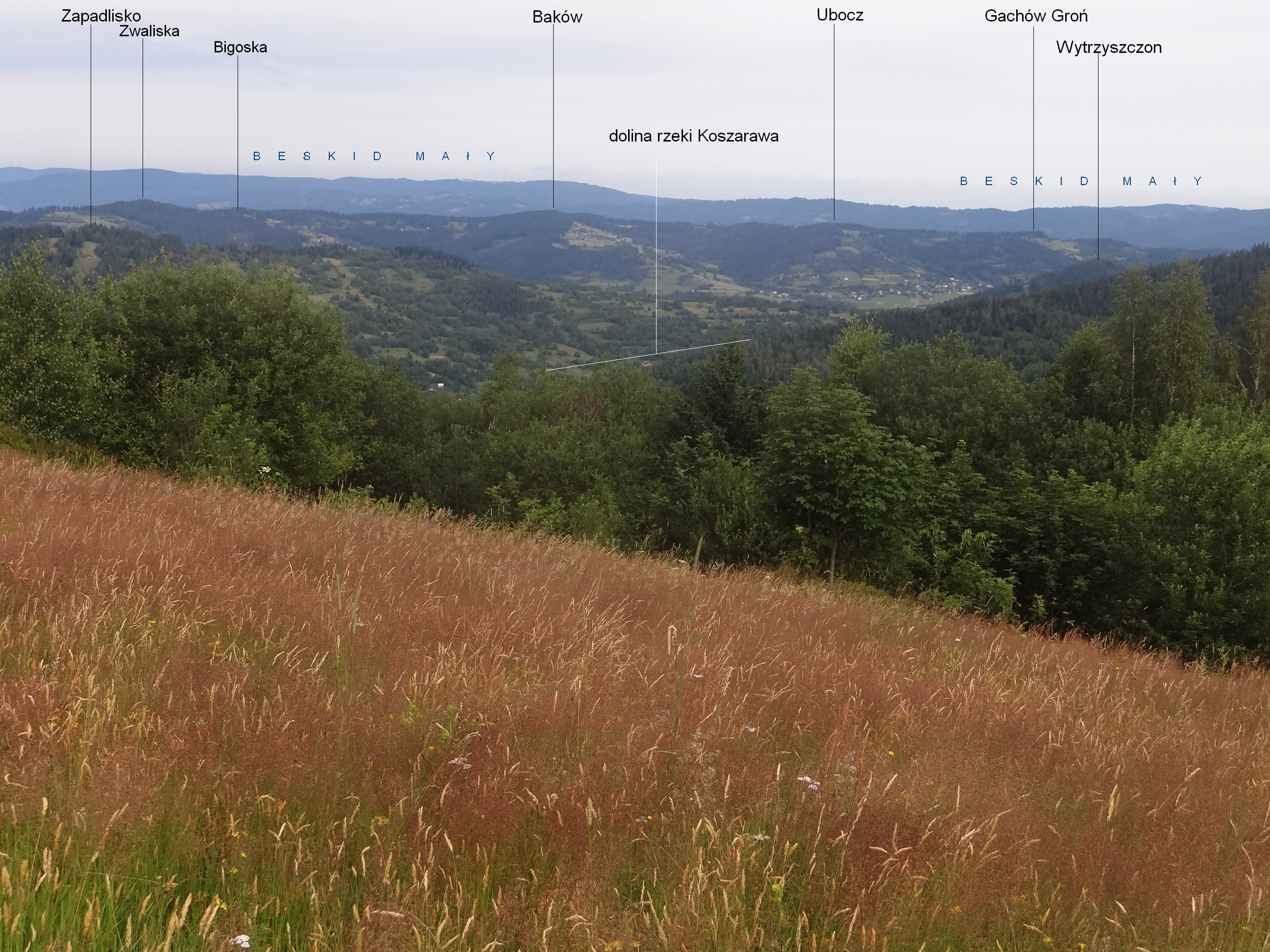
Widok na Pasmo Pewelskie z Kalikowego Gronia

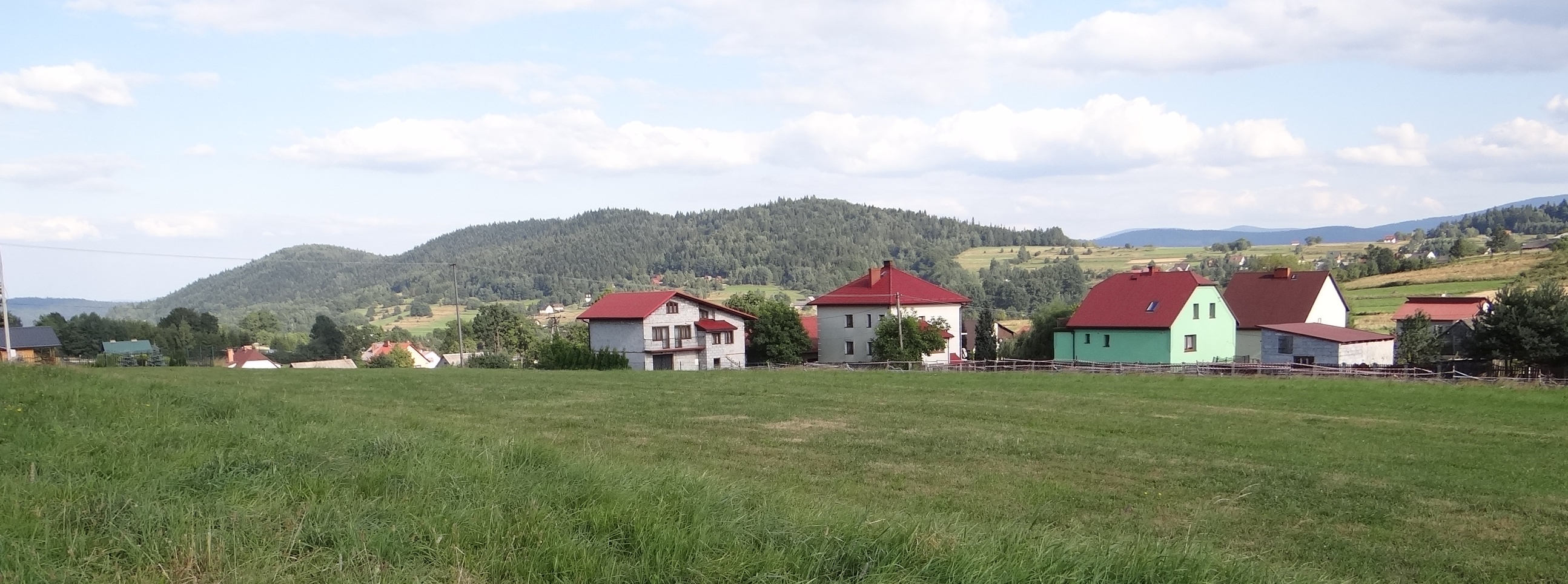
Wajdów Groń i Małysiaków Groń

Pasmo Pewelskie – pasmo szczytów górskich i wzgórz ciągnące się od Jeziora Żywieckiego w Żywcu i doliny Koszarawy w Pewli Małej w północno-wschodnim kierunku do doliny Kocońki. W regionalizacji fizycznogeograficznej Polski według Jerzego Kondrackiego zaliczane jest do Beskidu Makowskiego, w nowszej regionalizacji z 2018 roku do Pasm Pewelsko-Krzeszowskich.

## Nazwa
Dawna nazwa pasma to Czeretniki i pochodzi od szczytu Czeretnik. Wymienia ją Andrzej Komoniecki w „Chronografii albo Dziejopisie Żywieckim”: Ceretnik rzeka wypada od góry Ceretnikiem nazwanej i łączy się z Kocońką u ślemieńskiego Kościoła. Począwszy od 1855 r. na austriackich mapach pojawiła się błędna nazwa szczytu Baków (jest to przekręcona nazwa znajdującego się na południowych stokach tego szczytu przysiółka o nazwie Bąków). Całe pasmo góry Czeretnik Komoniecki nazywał „Wierzchowiną Ceretniki”. Nazwę Pasmo Pewelskie wprowadził Kazimierz Sosnowski dla określenia pasma górskiego między Jeleśnią i Kotliną Żywiecką i nazwa ta upowszechniła się na mapach i w przewodnikach turystycznych. Zdaniem Aleksego Siemionowa pasmo powinno mieć nazwę Czeretniki.

## Opis pasma
Pasmo Pewelskie ma długość około 15 km. Południowo-wschodnie zbocza pasma opadają do doliny Pewlicy i Lachówki, północno-zachodnie do Kotliny Żywieckiej i doliny Łękawki. Doliny tych rzek i potoków całkowicie oddzielają Pasmo Pewelskie od sąsiednich pasm górskich, jedynie przez Przełęcz Hucisko łączy się ono z Pasmem Laskowskim/>.
Lasy w stosunkowo niskim i mającym dość łagodnie nachylone stoki Paśmie Pewelskiem zostały w wyniku wielowiekowej działalności ludzkiej w większości wycięte i zamienione na pola uprawne. Zabudowania gospodarstw dochodzą aż na sam grzbiet pasma. Dzięki temu, że na grzbiecie są pola uprawne, ze szlaku turystycznego wiodącego tym grzbietem rozciągają się szerokie widoki<. Obecnie wiele dawnych pól ornych zamienionych zostało na łąki i pastwiska, części z nich już w ogóle nie uprawia się i stopniowo zarastają one lasem.

## Szczyty
W kolejności od zachodu na wschód w głównym grzbiecie Pasma Pewelskiego znajdują się następujące szczyty (nazwy według państwowego rejestru nazw geograficznych, w nawiasie według mapy Compassu, wysokości według topograficznej mapy Geoportalu):
- Janikowa Grapa (737 m),
- Beskid, 726 m
- Madeje (Madejów Groń), 706 m
- Garlejów Groń, 730 m
- Gracówka (733 m)
- Zawaliska (Zwaliska), 756 m
- Bigosy (Bigoska), 742 m
- Bąków (Czeretnik) (765 m),
- Ubocz (758 m)
- Baków Groń (Gachowizna), (759 m)
- Kościanka (Kocońka) (700 m),
- Małysiaków Groń (680 m),
- Groń (687 m),
- Wajdów Groń (677 m),
- Palenica (624 m).

Po północno-zachodniej stronie tego ciągu głównych wzniesień Pasma Pewelskiego znajdują się dwa równoległe ciągi wzniesień z kulminacjami: Biedaszkowski Groń (623 m), Łyska (614 m), Barutka (616 m), Ostry Groń (638 m), Groń i Jasna Górka (503 m). Swoimi północno-zachodnimi stokami opada on do Kotliny Żywieckiej, zaś od głównego ciągu wzniesień Pasma Pewelskiego oddzielony jest doliną potoku Pewlica (zachodnia).

## Szlaki turystyczne
żółty: Jeleśnia (Mutne) – Janikowa Grapa – Garlejów Groń – Zwaliska – Baków – Ubocz – Gachowizna. Czas przejścia: 2:30 h, ↓ 2.10 h
 niebieski: Ślemień – Gachowizna – Przełęcz Hucisko. Czas przejścia: 1.20 h, ↓ 1:20 h